# Lago de Texcoco
O lago de Texcoco (em náuatle: Tetzcohco) era um antigo lago salgado situado no vale do México, a mais de dois mil metros de altitude. Tratava-se de um lago fechado sem qualquer curso de água emissário e formava, juntamente com os lagos de Xochimilco, Chalco, Xaltocan e Zumpango, uma bacia endorreica com cerca de 2 000 km² de superfície.
O lago Texcoco foi seco, de forma a resolver o problema das frequentes inundações dos povoados limítrofes. Hoje quase nada mais resta do antigo lago, há ainda algumas áreas de pântano salgado com alguns km².
O Lago de Texcoco é uma bacia endorreica formada em uma depressão tectônica resultante de atividades vulcânicas e movimentos da crosta terrestre na região do Vale do México. Sua origem geológica está ligada à subsidência causada por processos de subdução e à atividade vulcânica associada à cadeia neovolcânica Transmexicana.

## Época pré-colombiana

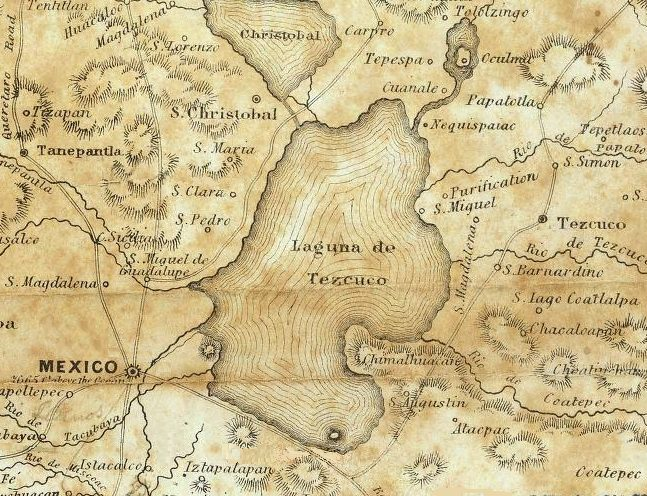
Mapa histórico do Lago de Texcoco, antiga bacia lacustre localizada na região do Vale do México. Domínio público.

A actividade agrícola em redor do lago iniciou-se há pelo menos 7 000 anos. Ao longo dos tempos várias culturas pré-colombianas estabeleceram-se nas suas margens. Provavelmente a mais importante terá sido a de Cuicuilco, fundada cerca de 1200 a.C. na margem sul. Este centro cultural teria atingido o seu apogeu entre 800 e 600 a.C., altura em que foi construída a sua famosa pirâmide cônica. Cuicuilco foi destruída pelo vulcão Xitle entre 100 a.C. e 150 EC. Especula-se que a destruição de Cuicuilco poderá ter proporcionado a ascensão de Teotihuacán, fundada cerca de 300 a.C.. Após a queda de Teotihuacán, entre 600 e 800 EC, surgem várias cidades em redor do lago de Texcoco, como Xoloc, Azcapotzalco, Tlacopan, Coyohuacan, Culhuacán, Chimalpa e Chimalhuacán - com forte influência tolteca e chichimeca. Nenhuma delas se elevou acima das suas vizinhas e permaneceram em paz por vários séculos. As crónicas astecas designam este período com a idade de ouro. Cerca do ano 1300, os tepanecas de Azcapotzalco começaram a dominar a região.

## Tenochtitlán
Cerca do ano 1325, os Mexica fundaram a cidade de Tenochtitlán sobre uma pequena ilha situada na parte oeste do lago. Com o passar do tempo ergueram vários diques que lhes permitiam por um lado controlar o nível das águas do lago e assim controlar as inundações e por outro obter água para consumo, graças à separação conseguida entre a água das chuvas e a água salgada do lago.
Criaram igualmente um sistema de ilhas e canais artificiais em redor da ilha central, as chamadas chinampas que lhes permitiam fazer cultivos e que auxiliavam ainda no controle das inundações.
Após a chegada de Hernán Cortez e do cerco a que submeteu Tenochtitlán, os diques são destruídos. Por esta razão, durante o período colonial até finais do século XVII, a Cidade do México foi numerosas vezes inundada. Eventualmente o lago foi drenado por meio de canais e de um túnel ligados ao rio Pánuco, mas mesmo assim as inundações continuaram a suceder-se, uma vez que a cidade se situava abaixo do nível freático.

## A drenagem do lago Texcoco e suas consequências
As inundações só foram realmente controladas no século XX. Em 1967 começou a construção do sistema chamado Drenaje profundo, constituído por uma rede com centenas de quilómetros de túneis situados a profundidades que vão dos 30 aos 260 metros. O túnel principal tem 6,5 metros de diâmetro e conduz a água para fora do vale do México.
A drenagem do lago teve consequências ambientais muito importantes. Parte do vale tornou-se semi-desértica e a cidade tem grandes problemas na obtenção de água. A bombagem de água em profundidade sob a cidade, de forma a tentar satisfazer as sempre crescentes necessidades desta, é uma das razões da subsistência que afeta a Cidade do México, a qual se afunda a um ritmo de vários centímetros por ano.